# Пылаев, Владимир Александрович
Владимир Александрович Пылаев (10 (22) октября 1888, деревня Дретено, Старорусский уезд, Новгородская губерния — 19 ноября 1937) — священнослужитель Православной Российской церкви, протоиерей, краевед.

## Биография
Владимир Александрович Пылаев родился в семье священника и был старшим из 12 детей. Пошёл по стопам отца и деда и окончил Новгородскую Духовную семинарию. В июле 1909 года поступил Московскую Духовную академию, которую окончил со степенью кандидата богословия за сочинение на тему «Духовно-нравственный облик новгородских подвижников домонгольского периода». В 1914—1918 годах преподавал в Старорусском духовном училище.

## Служение
В 1922 году стал священником в Духовской церкви Старой Руссы.
Ещё 17 января 1919 года Отдел управления Новгородского губисполкома потребовал изъять из церквей метрические книги и совершить описи церковного имущества. В старорусских приходах прошли собрания верующих, которые обратились к властям с просьбой не изымать имущество и не стеснять проведение религиозных обрядов.

Принимая во внимание, что имущество церквей г. Старой Руссы принадлежит всецело их приходам, трудами которых, без всякого участия государства оно составилось; что данное имущество находится в полном распоряжении самих же приходов в лице своих же выборных лиц, составляющих собой приходские советы, которые ежегодно и отчитываются перед своими приходами; что такой порядок охраны имущества является наилучшей гарантией его целостности…
Но прошении появилась резолюция: «Ввиду явной противозаконности ходатайства оставить без последствий»
В 1922 году началось изъятие ценностей из храмов, ряд представителей духовенства оказали сопротивление. Среди них оказался и отец Владимир. В Старорусском уезде начались волнения. ГПУ начало следствие, которое установило:

В дополнении к эксцессу в Старорусском уезде выяснилось, что толпой руководили специальные провокаторы, а весь конфликт произошёл на почве фанатического настроения толпы, предположившей якобы изъятие церковных ценностей в монастыре, где происходило молебствие. В числе пострадавших 1 красноармеец и агент уголовного розыска. Арестовано 17 человек…

Отец Владимир был арестован по обвинению «в агитации против декрета ВЦИК об изъятии церковных ценностей». На судебном процессе, проходившем в Новгороде, его обвинили в том, что на собрании верующих, которое проходило 19 марта 1922 года в Духовской церкви, он агитировал против изъятия церковных ценностей. 5 декабря Новгородский Губернский революционный трибунал по военному отделению на выездной сессии в Старой Руссе по «Делу о старорусских беспорядках (1922)» признал его виновным по обвинению в участии в беспорядках и агитации против декрета об изъятии церковных ценностей и приговорил к расстрелу, который был заменён на 5 лет ареста.
В 1927 году вновь арестован и обвинён по статье 58-10 УК РСФСР.
В 1929 году вернулся в Старую Руссу и стал служить священником в Троицкой церкви.
В 1933 году (по другим данным — 21 сентября 1934) вновь арестован, но 14 ноября 1934 дело прекращено. Отец Владимир вернулся в Старую Руссу и продолжил службу в старорусских церквях Троицкой и Георгиевской. Жил на Гостинодворской улице, 15.
24 октября 1937 года вновь арестован и Особой Тройкой при УНКВД СССР по Ленинградской области 10 ноября 1937 года по статьям 17,58-8,58-10 УК РСФСР приговорён к расстрелу. Содержался в Старорусской тюрьме, затем этапирован в Ленинград. Был обвинен в «нелегальной» религиозной деятельности (совершал крещения на дому у верующих) и в «религиозной пропаганде» (давал читать книги из своей библиотеки). Расстрелян 19 ноября 1937 года. Захоронен в Левашовской пустоши (Ленинградская область).

## Иконопись
На Поместном Соборе, проходившем в 1917—1918 годах, было установлено празднование памяти всех святых, просиявших в нашей земле. По просьбе своего близкого друга, учившегося курсом старше, Афанасия, епископа Ковровского написал первую версию иконы «Все святые, в земле Российской просиявшие». Но она не совсем понравилась епископу, и вторая версия создавалась монахиней Иулианией.

## Литературная деятельность
В 1916 году в редакции Сергиева Посада вышла первая книга В. А. Пылаева, посвященная родному городу «Старая Русса». Вскоре он начал работу над второй . Около 16 лет отец Владимир собирал информацию, и в 1929 году вышла книга «Старорусский край, природа и население».